# Stadion Olimp-2 w Rostowie nad Donem
Stadion Olimp-2 – stadion piłkarski w Rostowie nad Donem, w Rosji. Obiekt może pomieścić 15 840 widzów. Został otwarty w 1930 roku. Swoje mecze rozgrywa na nim drużyna FK Rostów. W latach 1958–1970 grała na nim również SKA Rostów. Dawniej stadion mógł pomieścić 32 000 widzów, jednak pojemność ta została zmniejszona po demontażu piętrowych trybun. W roku 2000 zbudowano nową trybunę zachodnią, którą postawiono bliżej boiska, co pociągnęło za sobą likwidację bieżni lekkoatletycznej i przekształcenie stadionu w typowo piłkarski obiekt.